# Роман Широков
Роман Николаевич Широков (роден на 6 юли 1981 г.) е руски футболист. Играе на поста полузащитник. Капитан на националния отбор на Русия с 52 участия и 13 гола за „Сборная“.

## Клубна кариера
Първите стъпки на Роман в професионалния футбол са в ЦСКА Москва. Играчът играе само за дублиращата формация на „армейците“. През 2001 е взет от новакът във висшата дивизия Торпедо-ЗИЛ. Там Широков записва само 1 мач. След това играе във ФК Истра и ФК Видное. През 2005 е взет от Сатурн. Там записва 18 мача и вкарва 3 гола. На следващия сезон Широков е купен от Рубин, но получава много малко игрово време в състава на „татарите“. През 2007 е привлечен в състава на ФК Химки. Роман става един от най-добрите футболисти на подмосковския тим.
През 2008 преминава като свободен агент в Зенит, където подписва договор за 4 години. Треньорът на клуба Дик Адвокаат бива принуден да запълни празнотата в центъра на защитата след продажбата на Мартин Шкъртел в Ливърпул и поставя Широков на тази позиция. С този отбор Широков става два пъти шампион на Русия, печели купата на страната, както и Купата и Суперкупата на УЕФА. В следващите сезони е използван като централен халф. През сезон 2011/12 е избран за най-полезен играч в първенството и попада в списък „33 най-добри“.
В началото на 2014 г. преминава под наем в Краснодар, където остава до края на сезона. През лятото на 2014 г. преминава в Спартак (Москва). Там обаче не успява да се наложи и отново се завръща в Краснодар. През 2016 г. Широков разтрогва със Спартак и изненадващо се завръща в ЦСКА Москва.

## Национален отбор
Широков прави своя дебют за националния отбор на Русия на 26 март 2008 в приятелска среща срещу Румъния.
Получава повиквателна за Евро 2008 и стартира в първия мач от групата срещу Испания като централен защитник, след като тогавашният селекционер на Русия Гуус Хидинк решава да следва стъпките на своя колега Адвокаат. Този ход се оказва неуспешен, след като Русия губи с 1 – 4, а Широков допуска грешки при първия и третия гол на испанците. След този мач Хидинк вади Широков от първия състав до края на турнира.
След серия от добри мачове в центъра на халфовата линия на Зенит, той е отново повикан през 2010 за контрола с България. Широков отпразнува своето завръщане, като отбелязва първия си гол с националната фланелка. Мачът завършва при резултат 1 – 0 . Широков попада в състава на Русия и за Евро 2012. Той отбелязва втория гол при победата над Чехия с 4 – 1 в груповата фаза.